# Debbie Rochon
Debbie Rochon est une actrice canadienne née le 3 novembre 1968 à Vancouver (Colombie-Britannique). Elle est spécialisée dans le cinéma fantastique et la série B.

## Biographie
Née le 3 novembre 1968 à Vancouver, au Canada, Debbie Rochon est une actrice canadienne et Scream Queen reconnue. 
Elle connaît une enfance chaotique, livrée à elle-même. Elle obtient cependant un rôle de figurante en 1981 dans le film  Ladies and Gentlemen, The Fabulous Stains.
Elle débute par la suite une carrière d'actrice à la fin des années 80 avec quelques petits rôles au cinéma, mais elle se fait véritablement connaître par le biais de la firme de production de films d'horreur Troma, apparaissant entre autres dans Tromeo et Juliet (1996), Terror Firmer (1999) et Toxic Avenger 4 (2000), sous la direction de Lloyd Kaufman. Sa filmographie est riche de plus de 200 films de genre, parmi lesquels, American Nightmare (2002), Nowhere Man (2005) ou encore Colour from the Dark (2008). En 2011, elle a tourné dans le film à sketches The Theatre Bizarre, aux côtés notamment de Tom Savini, Udo Kier et Catriona MacColl.
Debbie Rochon a également animé un certain nombre d’émissions de radio à New York sur le cinéma et la culture populaire.

## Filmographie sélective

### Cinéma et vidéo
- 1981 : Ladies and Gentlemen, The Fabulous Stains de Lou Adler (non créditée)
- 1988 : Embrasse-moi, vampire de Robert Bierman : La fille du bar
- 1989 : Banned de Roberta Findlay : Trish
- 1993 : The Troma System de Lloyd Kaufman : Edna
- 1994 : Abducted II : The Reunion : Sharon Baker
- 1996 : Tromeo et Juliet de Lloyd Kaufman : Ness
- 1996 : Santa Claws de John Russo : Raven Queen
- 1998 : La Nuit des morts-vivants de George A. Romero : Darlene Davis (scènes rajoutées en 1998)
- 1998 : Vampire's Seduction
- 1999 : Terror Firmer de Lloyd Kaufman : Christine
- 1999 : Hellbock 13 : Tara
- 2000 : Mistress Frankenstein de John Bacchus
- 2000 : Toxic Avenger 4 de Lloyd Kaufman : Mlle Weiner
- 2001 : Erotic Survivor de John Bacchus : Mary Whitehead
- 2001 : The Erotic Ghost de John Bacchus : Brenda
- 2001 : Gladiator Eroticvs: The Lesbian Warriors de John Bacchus : une esclave
- 2001 : Witchbabe: The Erotic Witch Project 3
- 2001 : Witchouse 3 de J.R. Bookwalter : Stevie
- 2002 : La Playmate des singes de John Bacchus : Dr. Cornholeous
- 2002 : The Erotic Mirror de Pete Jacelone : la fille dans le magasin d'antiquité
- 2002 : Who Wants to Be an Erotic Billionaire? de John Bacchus
- 2002 : Killjoy 2 : Denise Martinez
- 2002 : American Nightmare de Jon Keeyes : Jane Toppan
- 2003 : Dead Clowns : La femme tourmentée
- 2003 : Examen mortel de Fred Olen Ray : Taylor Cameron
- 2003 : Les Portes de l'Enfer de Jose Prendes : Marguerite
- 2004 : Lord of the Undead : Lilith
- 2004 : Tales from the Crapper de Lloyd Kaufman : Zelda Lipschitz/Debbie Rochon
- 2005 : Wolfsbayne : Shelly
- 2005 : Nowhere Man de Tim McCann : Jennifer
- 2005 : Mulva 2 : Kill Teen Ape! : Mulva
- 2006 : Mulberry Street de Jim Mickle : Melissa Moore
- 2006 : Poultrygeist : Night of the Chicken Dead de Lloyd Kaufman : L'actrice célèbre
- 2006 : Hoodoo for Voodoo de Steven Shea
- 2006 : Bikini Bloodbath : Miss Jonhson
- 2007 : A Feast of Flesh  : Carmilla
- 2007 : Chicago Massacre de Michael Feifer : Candy
- 2008 : Bikini Bloodbath Car Wash : Miss Johnson
- 2008 : Fearmakers de Timo Rose : Sarah Campbell
- 2008 : Colour from the Dark de Ivan Zuccon : Lucia
- 2008 : November Son : Hillary
- 2009 : Bikini Bloodbath Christmas : Miss Jonhson
- 2009 : Satan Hates You  : Tina
- 2009 : The Good Sisters : Breanne Good
- 2009 : Walking Distance de Mel House : Marie Gray
- 2009 : Won Ton Baby! : Madame Won Ton
- 2010 : Dead End : La reporter
- 2010 :  Game Over de Timo Rose : Tina
- 2010 : Imago de Chris Warren : Dr. Katja
- 2010 : Slime City Massacre : Alice
- 2011 : The Theatre Bizarre : Carla (segment "Wet Dreams")
- 2011 : Fairview Falls : Georgia Korman
- 2011 : Exhumed : la gouvernante
- 2011 : The Girl : la mère d'Amanda
- 2011 : Frankie in Blunderland : Spidah
- 2011 : Billy's Cult : détective Steele
- 2011 : PUTA: People for the Upstanding Treatment of Animals : Suze McDonald
- 2011 : Hack Job : Astral Angel
- 2011 : Ember Days : la Reine Hiver
- 2011 : Sick Boy : Dr. Helen Gordan
- 2012 : Sineaters : Carpenter
- 2012 : The Chainsaw Sally Show Season 2 : Blondie
- 2012 : I Spill Your Guts : Elizabeth Gacy
- 2012 : The Zombie Movie : Olive
- 2013 : Wrath of the Crows : Debbie
- 2013 : Return to Nuke 'Em High Vol.1 : coach Kotter
- 2014 :  Disciples : Elizabeth
- 2014 : Terror Toons 3 : Dr. Howard
- 2015 : Nothing Sacred
- 2015 : Nightmare Box : La femme
- 2015 : Terror Toons 4 : Dr. Howard
- 2015 : Richard the Lionheart: Rebellion : Aliénor d'Aquitaine
- 2015 : The Tombs: Rise of the Damned
- 2016 : The Harrowing : Ella
- 2016 : My Uncle John Is a Zombie! de John A. Russo : Judy
- 2017 : Return to Nuke 'Em High Vol.2 : coach Kotter
- 2017 : Cool As Hell 2 : Madame Sheena
- 2018 : Alterscape : Infirmière Jane Toppan
- 2018 : Fantasma : Dr. Carlina Cassinelli
- 2019 : Cool as Hell 2 : Madame Sheena
- 2020 : Shakespeare's Sh*tstorm : Sénatrice Sebastian
- 2021 : Joel D. Wynkoop's the Craiglon Incident : Agent Crimson
- 2021 : Horrortales.666 Part 2 : Debbie
- 2021 : Mystery Spot : Hanlon
- 2022 : The Man in Room 6 : Elizabeth (De nos jours)
- 2022 : Killer Babes and the Frightening Film Fiasco : Naidra
- 2022 : Terror Toons 4 : Dr. Howard
- 2022 : The Mangled : Beth Bates
- 2022 : Joel D. Wynkoop's Beast Mode : Dr. Gloria Norton
- 2022 : The House of Covered Mirrors : Mrs. Prescott
- 2022 : Slumber Party Slaughter Party 2 : Judith

### Télévision
- 1994 : New York Undercover (série TV) (saison 1, épisode 10) (1 épisode) : Melissa
- 2016 : Échange Mortel  de Fred Olen Ray (Téléfilm) : Nancy